# Andrena placata
Andrena placata är en biart som beskrevs av Mitchell 1960. Andrena placata ingår i släktet sandbin, och familjen grävbin. Inga underarter finns listade i Catalogue of Life.